# Mazakes
Mazakes († nach 332 v. Chr.) war ein Statthalter (Satrap) der persischen Achämeniden in Ägypten.
Mazakes übernahm die Verwaltung Ägyptens, als der Satrap Sabakes im Jahr 333 v. Chr. zum Kampf gegen Alexander dem Großen nach Syrien aufgebrochen war. Nach der Schlacht bei Issos, in der Sabakes gefallen war, traf der makedonische Söldner Amyntas in Ägypten ein und beanspruchte die Statthalterschaft im Namen des Großkönigs Dareios III. Seine Soldateska zog allerdings plündernd von Pelusium den Nil hinauf. Bei Memphis stellte ihn Mazakes zum Kampf und tötete ihn und die meisten der Söldner.
Da Sabakes bei seinem Abzug aus Ägypten fast die gesamten persischen Besatzungstruppen mitgeführt hatte, war das Land beim Eintreffen Alexanders im Herbst 332 v. Chr. verteidigungsunfähig. Mazakes übergab daher dem Eroberer kampflos das Land und den Staatsschatz. Er selbst wechselte in die Gefolgschaft Alexanders, dieser ernannte Kleomenes von Naukratis zu seinem Verwalter in Ägypten.